# Sterdyń (gromada)
Sterdyń – dawna gromada, czyli najmniejsza jednostka podziału terytorialnego Polskiej Rzeczypospolitej Ludowej w latach 1954–1972.
Gromady, z gromadzkimi radami narodowymi (GRN) jako organami władzy najniższego stopnia na wsi, funkcjonowały od reformy reorganizującej administrację wiejską przeprowadzonej jesienią 1954 do momentu ich zniesienia z dniem 1 stycznia 1973, tym samym wypierając organizację gminną w latach 1954–1972.
Gromadę Sterdyń z siedzibą GRN w Sterdyni utworzono – jako jedną z 8759 gromad na terenie Polski – w powiecie sokołowskim w woj. warszawskim, na mocy uchwały nr VI/10/21/54 WRN w Warszawie z dnia 5 października 1954. W skład jednostki weszły obszary dotychczasowych gromad Chądzyń, Dzięcioły Bliższe, Dzięcioły Dalsze, Kuczaby, Lebiedzie, Sterdyń, Sterdyń Poduchowna, Stelągi i Seroczyn kolonia ze zniesionej gminy Sterdyń w tymże powiecie. Dla gromady ustalono 27 członków gromadzkiej rady narodowej.
31 grudnia 1959 do gromady Sterdyń przyłączono obszary zniesionych gromad: Łazów (bez wsi Podłazówek i Sewerynówka) i Ratyniec Stary (bez wsi Zaleś i Ratyniec Nowy) w tymże powiecie.
31 grudnia 1961 do gromady Sterdyń włączono wsie Białobrzegi, Kiełpiniec, Kiezie i Matejki ze zniesionej gromady Białobrzegi w tymże powiecie.
Gromada przetrwała do końca 1972 roku, czyli do kolejnej reformy gminnej. 1 stycznia 1973 w powiecie sokołowskim reaktywowano gminę Sterdyń.